# Научные записки (Украинская академия печати)
«Научные записки» (укр. Наукові записки) — украинский периодический научно-технический сборник, учреждённый и издаваемый Украинской академией печати.
Издание основано в 1939 г. Язык издания украинский. В отдельных случаях статьи публикуются на английском, немецком, польском и русском языках.
Публикуются статьи, посвящённые проблемам издательско-полиграфического комплекса и книгораспространения.
Высшей аттестационной комиссии Украины сборник учёных трудов «Научные записки» включен в перечень специализированных изданий Украины, в которых могут публиковаться результаты диссертационных исследований на соискание учёных степеней доктора и кандидата технических и экономических наук, а также по социальным коммуникациям.